# المعهد الوطني لأبحاث الأمازون
المعهد الوطني لأبحاث الأمازون هو مؤسسة تعليمية بحثية عامة مقرها في ماناوس البرازيل. تأسس المعهد في عام 1952م، بهدف تعزيز المعرفة العلمية لمنطقة الأمازون البرازيلية. تركز معظم أبحاث المعهد الوطني لإدارة الغابات على إدارة الغابات المدارية، والبيئة، والبيئة الجزيئية، وعلم الحيوان، وعلم النبات، والزراعة المدارية، وتربية الأحياء المائية الاستوائية. تحتفظ المؤسسة أيضًا بمجموعات بحثية هامة عن الفقاريات واللافقاريات والأوعية الدموية. كما ينشر المعهد المجلة العلمية قانون الأمازون.

## برامج الدراسات العليا
- الزراعة في المناطق المدارية الرطبة (الماجستير والدكتوراه).
- علم النبات (الماجستير والدكتوراة).
- علم البيئة (الماجستير والدكتوراة).
- علم الحشرات (الماجستير والدكتوراة).
- الغابات الاستوائية (الماجستير والدكتوراة).
- علوم المناخ والبيئة (ماجستير والدكتوراة).
- علم الوراثة والحفظ والبيولوجيا التطورية (الماجستير والدكتوراة).
- بيولوجيا المياه العذبة ومصايد الأسماك الداخلية (ماجستير والدكتوراة).
- تربية الأحياء المائية (الماجستير).
- إدارة المناطق المحمية في الأمازون (الماجستير المهني).